# 179
| [ Edytuj tabelę ] |                                       |
| Cesarz Chin       | - 168 Han Lingdi 189                  |
| Władca Korei      | - 165 Sindae 179 - 179 Kogukch’ŏn 197 |
| Papież            | - 175 Eleuteriusz 189                 |
| Król Partów       | - 147 Wologazes IV 191                |
| Cesarz Rzymu      | - 161 Marek Aureliusz 180             |

Rok 179 / CLXXIX
stulecia: I wiek ~
II wiek ~
III wiek

lata: 169 «
174 «
175 «
176 «
177 «
178 «
179
» 180
» 181
» 182
» 183
» 184
» 189

## Wydarzenia
Europa
- Cesarz Marek Aureliusz zarządził włączenie części wolnych Germanów do służby w armii rzymskiej i osiedlił ich na terenach opustoszałych po przejściu dżumy.
- Rzymianie założyli Ratyzbonę, wówczas Castra Regina.
- Rzymski oddział przezimował w Leukaristos tj. Trenczynie na Słowacji, świadczy o tym zachowana inskrypcja.
- Zwycięstwo Rzymian nad Markomanami pod Vindoboną.

## Zmarli
- Sindae, król Koguryŏ.